# Municipio de Brown (Illinois)
El municipio de Brown (en inglés: Brown Township) es un municipio ubicado en el condado de Champaign en el estado estadounidense de Illinois. En el año 2010 tenía una población de 1995 habitantes y una densidad poblacional de 21,19 personas por km².

## Geografía
El municipio de Brown se encuentra ubicado en las coordenadas 40°20′51″N 88°23′40″O / 40.34750, -88.39444. Según la Oficina del Censo de los Estados Unidos, el municipio tiene una superficie total de 94.15 km², de la cual 93,81 km² corresponden a tierra firme y (0,36 %) 0,34 km² es agua.

## Demografía
Según el censo de 2010, había 1995 personas residiendo en el municipio de Brown. La densidad de población era de 21,19 hab./km². De los 1995 habitantes, el municipio de Brown estaba compuesto por el 97,79 % blancos, el 0,1 % eran afroamericanos, el 0,1 % eran amerindios, el 0,5 % eran asiáticos, el 0,6 % eran de otras razas y el 0,9 % eran de una mezcla de razas. Del total de la población el 1,95 % eran hispanos o latinos de cualquier raza.